# St. Vincenz-Krankenhaus Limburg

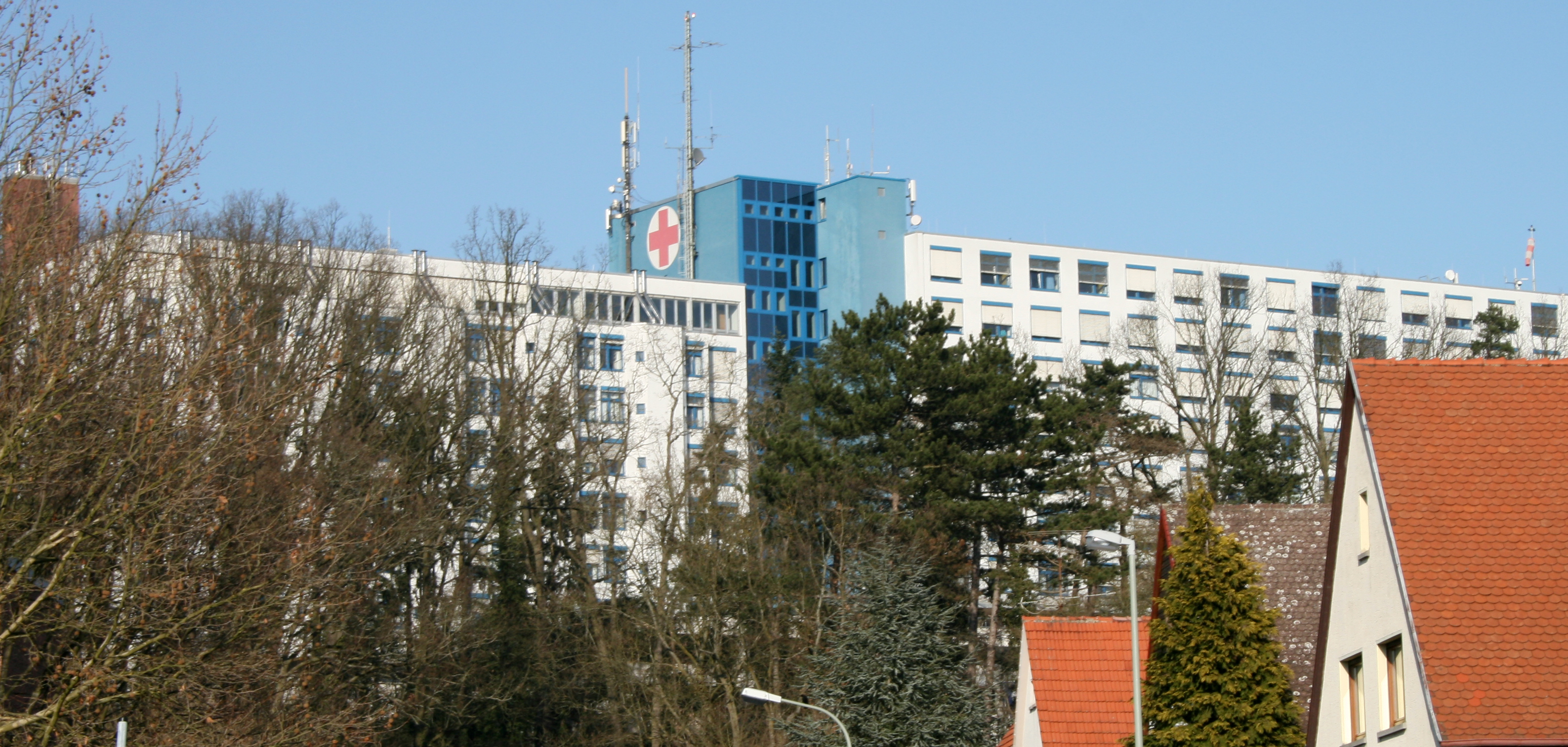
St. Vincenz-Krankenhaus

Das St. Vincenz-Krankenhaus Limburg ist ein Krankenhaus der Schwerpunktversorgung in der hessischen Kreisstadt Limburg an der Lahn. Es wurde im Jahr 1850 gegründet und verfügt heute über 523 Betten in 15 Fachabteilungen. Alleiniger Träger ist die gemeinnützige Krankenhausgesellschaft St. Vincenz mbH, die darüber hinaus in der benachbarten Verbandsgemeinde das St. Vincenz-Krankenhaus Diez als Haus der Grundversorgung betreibt und in der Stadt Hadamar das Gesundheitszentrum St. Anna zur ambulanten medizinisch-pflegerischen Versorgung unterhält. Die Klinik hat etwa 1850 Mitarbeiter, jährlich werden hier rund 28.000 Patienten stationär behandelt.

## Geschichte
Das St. Vincenz-Hospital wurde im Jahr 1850 – im Rahmen einer Stiftung des Arztes Johann Anton Busch, Sohn des ehemaligen Bürgermeisters Anton Busch – durch den Stadtpfarrer von Limburg, Johann Baptist Diehl, gegründet. Von der Gründung im Jahr 1850 des Hospitals am Limburger Lahnufer bis ins Jahr 1990 wirkten die Schwestern des Ordens der Barmherzigen Schwestern vom Heiligen Vinzenz von Paul pflegerisch wie auch seelsorglich im Krankenhaus. In ihre Nachfolge sind indische Nazareth-Schwestern getreten. Von 1950 an zog das Krankenhaus mit damals rund 100 Betten nach und nach in ein Gebäude auf dem Schafsberg, das zunächst als Jugendheim hatte dienen sollen und dann zum Krankenhaus erweitert wurde. Im Jahr 1959 erfolgte die Inbetriebnahme des neuen Krankenhauses auf dem Schafsberg und bis 1972 die Errichtung der meisten übrigen dazugehörigen Gebäude des Krankenhauskomplexes.
Am 20. Juni 1996 kam es zu einem Großbrand in dem damals mit 350 Patienten belegten St. Vincenz-Krankenhaus, das sich gegen Ende einer zwei Jahre dauernden Bauphase eines weiteren großen Gebäudeabschnitts befand. Obwohl dabei auch die Säuglingsstation völlig verraucht war, kam keine Person zu Schaden.
Im Jahr 2013 wurden in der Klinik jährlich erstmals über 20.000 Patienten behandelt und nahezu 1000 Kinder geboren. Mit seinem Logistik- und Dienstleistungszentrum wurde im Jahr 2013 im ICE-Gebiet Hessens modernste Zentralapotheke in Betrieb genommen, von der aus 24 Kliniken der gesamten Region mit Medikamenten versorgt werden. Die Klinik in Limburg gilt als Eckpfeiler der stationären und ambulanten medizinischen Schwerpunktversorgung der Region Limburg-Weilburg und angrenzender Gebiete.

## Medizinische Abteilungen
Die Klinik verfügt über 15 Fachabteilungen mit 523 Betten, darunter 16 Dialyseplätze und 24 Intensivbetten. Die intermediate Care-Station verfügt über zehn Plätze, insgesamt 19 Monitorbetten sind auf der Stroke Unit und in der Kardiologie etabliert. Ein Institut für Pathologie und eine Akademie für Gesundheitsfachberufe, die sog. BILDUNGSWERKstadt, sind angegliedert. Nachstehend die aktuelle Krankenhaus-Abteilungen:
- Allgemein- und Viszeralchirurgie, Proktologie
- Anästhesie und operative Intensivmedizin
- Diagnostische und Interventionelle Radiologie
- Frauenklinik (mit durch die DKG zertifiziertem Brustzentrum und gynäkologischem Krebszentrum)
- Gastroenterologie, Hepatologie, Diabetologie und Notfallmedizin
- Gefäß-, vasculäre und endovasculäre Chirurgie
- Hals-, Nasen-, Ohrenheilkunde (Belegabteilung)
- Hämatologie / Internistische Onkologie und Palliativmedizin
- Kardiologie, Pneumologie und Internistische Intensivmedizin (mit durch das German Resuscitation Council (GRC) zertifiziertem Cardiac Arrest Center)
- Kinder- und Jugendmedizin
- Nephrologie und Hypertensiologie
- Neurologie (mit durch die LGA InterCert zertifizierter Stroke Unit)
- Strahlentherapie und Radioonkologie
- Zentrum für Orthopädie und Traumatologie (ZOT) (durch die DGU zertifiziertes regionales Traumazentrum)
- Urologie
- Zentrale Notaufnahme

## Forschung und Lehre
Das St. Vincenz-Krankenhaus hat eine lange Tradition als akademisches Lehrkrankenhaus der Justus-Liebig-Universität, Gießen. Seit Dezember 2021 gibt es eine zusätzliche Kooperation als Lehrkrankenhaus der Universitätsmedizin Neumarkt a. M. Campus Hamburg UMCH Campus Hamburg. Generell können Studierende der Humanmedizin aus ganz Deutschland die letzten beiden Semester des Medizinstudiums (Praktisches Jahr) in Limburg absolvieren. Zudem sind die Chefärztinnen und Chefärzte persönlich von der Ärztekammer Hessen zur Weiterbildung ermächtigt. Die ärztlichen Leiter der Fachabteilungen haben u. a. Lehraufträge an den Universitätsklinika Aachen, Bonn, Düsseldorf, Frankfurt, Göttingen und Heidelberg. Diverse Facharztausbildungen sind am St. Vincenz-Krankenhaus möglich.

## Sendeanlagen auf dem Krankenhaus
Das St. Vincenz-Krankenhaus trägt auf seinem Dach Sendeanlagen, die die Stadt Limburg und die nähere Umgebung mit Rundfunkprogrammen versorgen.

### Analoger Hörfunk (UKW)
| Frequenz (MHz) | Programm | RDS PS            | RDS PI                | Regionalisierung | ERP (kW) | Richtcharakteristik rund (ND)/gerichtet (D) | Polarisation horizontal (H)/vertikal (V) |
| -------------- | -------- | ----------------- | --------------------- | ---------------- | -------- | ------------------------------------------- | ---------------------------------------- |
| 90,7           | You FM   | _YOU_FM_          | D366                  | –                | 0,2      | D (330-120°)                                | H                                        |
| 97,1           | hr4      | hr4Mitte __hr4___ | D764 (regional), D364 | Mittelhessen     | 0,2      | D (330-120°)                                | H                                        |
| 99,2           | hr-info  | hr-iNFO_          | D367                  | –                | 0,32     | D (330-120°)                                | H                                        |

### Analoges Fernsehen (PAL)
Bis zur Umstellung auf DVB-T wurden folgende Programme in analogem PAL gesendet:
| Kanal | Frequenz (MHz) | Programm       | ERP (kW) | Sendediagramm rund (ND)/ gerichtet (D) | Polarisation horizontal (H)/ vertikal (V) |
| ----- | -------------- | -------------- | -------- | -------------------------------------- | ----------------------------------------- |
| 9     | 203,25         | Das Erste (hr) | 0,01     | D                                      | H                                         |
| 26    | 511,25         | ZDF            | 0,032    | ND                                     | H                                         |
| 60    | 783,25         | hr-fernsehen   | 0,07     | ND                                     | H                                         |